# Nederlandse kampioenschappen schaatsen afstanden 2012 - 5000 meter vrouwen
De 5000 meter vrouwen op de Nederlandse kampioenschappen schaatsen afstanden 2012 werd gehouden op zondag 6 november 2011 in ijsstadion Thialf te Heerenveen, er namen 10 vrouwen deel, waarvan de laatste twee zich plaatsten op basis van de 3000 meter een dag eerder.
Titelverdedigster was Moniek Kleinsman die de titel pakte tijdens de NK afstanden 2011. Er waren vijf startplaatsen te verdienen voor de wereldbeker schaatsen 2011/2012, geen enkele vrouw had een beschermde status.

## Statistieken

### Uitslag
| #      | Schaatsster            | Ploeg       | Tijd       |
| ------ | ---------------------- | ----------- | ---------- |
| Goud   | Pien Keulstra          | Jong Oranje | 7.12,55 PR |
| Zilver | Carlijn Achtereekte    | Team Op=Op  | 7.15,31    |
| Brons  | Annouk van der Weijden | Team Op=Op  | 7.15,89    |
| 4      | Janneke Ensing         | BAM         | 7.16,90 PR |
| 5      | Linda de Vries         | Team Liga   | 7.18,73    |
| 6      | Rixt Meijer            | MKBasics.nl | 7.21,54 PR |
| 7      | Yvonne Nauta           | Team Hart   | 7.22,11    |
| 8      | Jorien Voorhuis        | TVM         | 7.24,07    |
| 9      | Marije Joling          | Team Op=Op  | 7.26,58    |
| 10     | Moniek Kleinsman       | Team Op=Op  | 7.31,98    |

### Loting
| Rit | Binnenbaan             | Buitenbaan          |
| --- | ---------------------- | ------------------- |
| 1   | Pien Keulstra          | Janneke Ensing      |
| 2   | Annouk van der Weijden | Yvonne Nauta        |
| 3   | Marije Joling          | Linda de Vries      |
| 4   | Rixt Meijer            | Carlijn Achtereekte |
| 5   | Jorien Voorhuis        | Moniek Kleinsman    |

1987 · 
1988 · 
1989 · 
1990 · 
1991 · 
1992 · 
1993 · 
1994 · 
1995 · 
1996 · 
1997 · 
1998 · 
1999 · 
2000 · 
2001 · 
2002 · 
2003 · 
2004 · 
2005 · 
2006 · 
2007 · 
2008 · 
2009 · 
2010 · 
2011 · 
2012 · 
2013 · 
2014 · 
2015 · 
2016 · 
2017 · 
2018 · 
2019 · 
2020 · 
2021 · 
2022 · 
2023 · 
2024 · 
2025